# ألمارينن

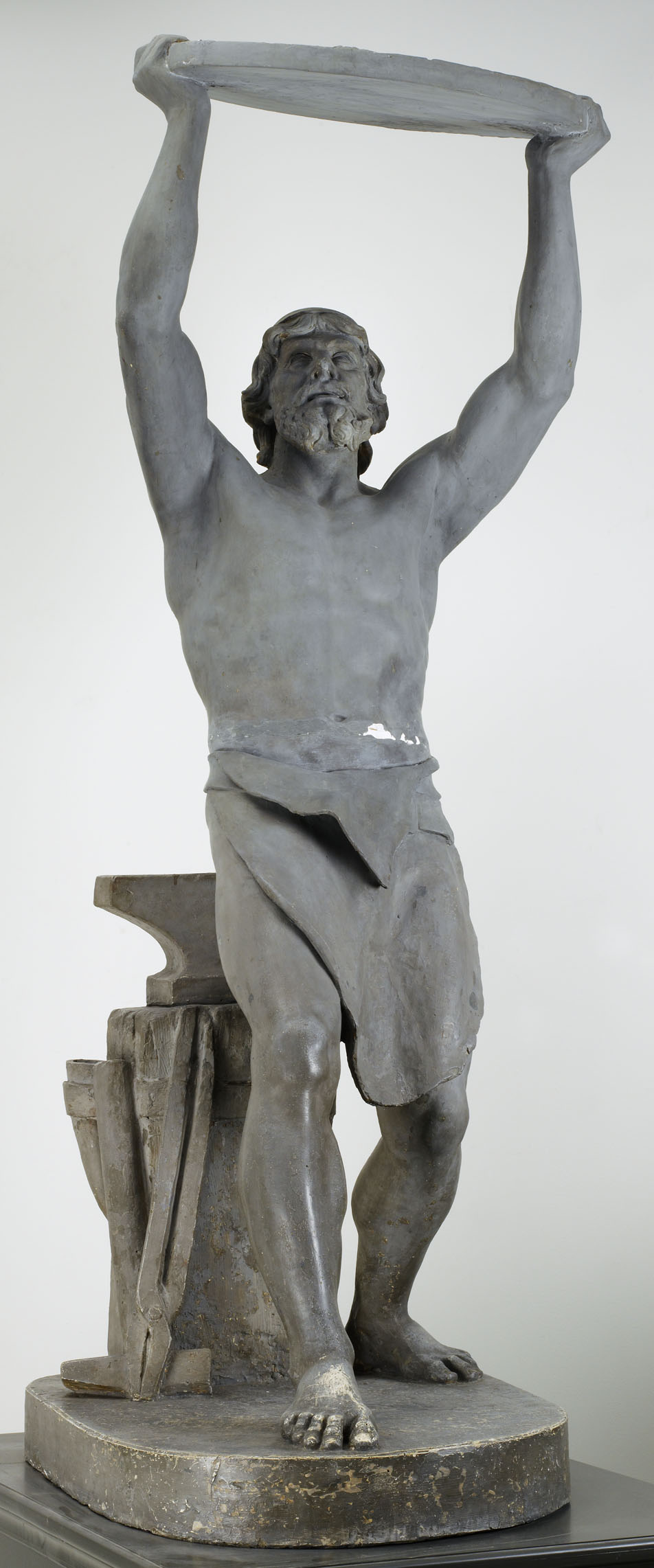
تمثال يجسد حارس السماء وهو يضع أحد النجوم في موضعه

ألمارينن (بالإنجليزية: Ilmarinen) إله السماء - وأحيانا إله المطلق - في الأساطير الفنلندية مكلف بأن يضع النجوم في أماكنها في السماء. وهو أيضا إله حارس للمسافرين كما أنه إله الحدادين الذي علم الإنسان صهر الحديد وكيفية استخدامه.